# Melia Kreiling
Melia Kreiling (Ginebra, Suiza 6 de octubre de 1990) es una actriz nacida en Suiza de ascendencia británica y griega, y de nacionalidad estadounidense.

## Carrera
En el 2012 se unió al elenco recurrente de la segunda temporada de la exitosa serie The Borgias donde interpretó a la duquesa de Mantua Bianca Gonzaga, la esposa del duque Francesco Gonzaga y amante de Rodrigo Borgia, el Papa Alejandro VI, hasta el 2013 después de que su personaje se suicidara luego de que Rodrigo decidiera mandarla a un convento al descubrir que no estaba embarazada.
Ese mismo año apareció en la película Suspension of Disbelief donde dio vida a Juliette y en la serie The Other Wife donde interpretó a Eloise Kendall.
En el 2014 obtuvo un pequeño papel en la película Guardianes de la Galaxia donde interpretó a Bereet, una Krylorian que sale brevemente con Peter Quill.
En 2015 se unió al elenco recurrente de la segunda temporada de la serie Tyrant donde dio vida a Daliyah Al-Yazbek, la joven esposa de Ahmos Al-Yazbek (Nasser Memarzia), hasta el final de la serie en el 2016.
A principios de marzo del 2017 se anunció que Melia se había unido al drama Behind Enemy Lines donde da vida a Hannah Taub.
En el 2018 dio vida al personaje Alycia Vrettou en la segunda temporada de la serie Salvation una hacker que trabaja para RESYST y ex-amiga de Darius Tanz.

## Filmografía[3]

### Series de televisión
| Año             | Título             | Personaje         | Notas        |
| --------------- | ------------------ | ----------------- | ------------ |
| 2017 - presente | Behind Enemy Lines | Hannah Taub       | -            |
| 2015 - 2016     | Tyrant             | Daliyah Al-Yazbek | 20 episodios |
| 2012 - 2013     | The Borgias        | Bianca Gonzag     | 4 episodios  |
| 2012            | The Other Wife     | Eloise Kendall    | -            |
| 2018            | Salvation          | Alycia Vrettou    | -            |

### Películas
| Año  | Título                   | Personaje   | Notas |
| ---- | ------------------------ | ----------- | --- |
| 2015 | MindGamers               | Stella      | Junto a Sam Neill, Antonia Campbell-Hughes, Tom Payne, Dominique Tipper, Predrag Bjelac y Simon Paisley Day    |
| 2014 | The White Room           | Fernanda    | Junto a Óscar Jaenada, Velibor Topic, Bill Paterson, Kae Alexander, Alix Wilton Regan y Celyn Jones            |
| 2014 | X Moor                   | Georgia     | Junto a Nick Blood, Mark Bonnar, Simone Kirby, Olivia Popica y Sophie Harkness                                 |
| 2014 | Guardianes de la Galaxia | Bereet      | Junto a Chris Pratt, Zoe Saldaña, Benicio del Toro, Glenn Close y Laura Haddock                                |
| 2014 | Commitment               | Novia       | Junto a Orestes Sophocleous                                                                                    |
| 2013 | Cold                     | Kara        | Junto a Tom Hopper, Jack Reynor, Eoin Macken, Rebecca Night y Liam Carney                                      |
| 2013 | Company of Heroes        | Kestrel     | Junto a Tom Sizemore, Chad Michael Collins, Vinnie Jones, Dimitri Diatchenko, Neal McDonough y Jürgen Prochnow |
| 2012 | Suspension of Disbelief  | Juliette    | Junto a Sebastian Koch, Lotte Verbeek, Emilia Fox y Frances de la Tour                                         |
| 2011 | Hold on Me               | Eve         | Cortometraje - junto a Nadege Adlam y Kieran Hill                                                              |
| 2011 | Brothers                 | Amy         | |
| 2011 | Room to Forget           | Gina        | Cortometraje - junto a Thomas Snowdon                                                                          |
| 2011 | Reed                     | Mujer       | Cortometraje                                                                                                   |
| 2011 | The Hallway              | Joven       | Cortometraje                                                                                                   |
| 2011 | Anamnesis                | Mujer       | - |
| 2010 | Untellable               | Eve         | Cortometraje                                                                                                   |
| 2010 | The Looming Effect       | Mujer       | Cortometraje                                                                                                   |
| 2010 | Cloud                    | Joven Mujer | Cortometraje                                                                                                   |

### Videos musicales
| Año  | Artista            | Canción                | Notas                                                       |
| ---- | ------------------ | ---------------------- | ----------------------------------------------------------- |
| 2011 | Noah and the Whale | "L.I.F.E.G.O.E.S.O.N." | Apareció en el video musical interpretando el papel de Lola |
| 2011 | Midgar             | "Karmic Retribution"   | Apareció en el video musical interpretando a una bailarina  |

### Teatro
| Año         | Obra                              | Personaje   | Director (a)    | Teatro                    | Notas |
| ----------- | --------------------------------- | ----------- | --------------- | ------------------------- | ----- |
| 2010        | Vicky Cristina Barcelona          | Maria Elena | -               | -                         | -     |
| 2010        | Arabian Nights                    | Marjanah    | David Newman    | Chelsea Theatre           | -     |
| 2010        | La tempestad                      | Ariel       | Jason Lawson    | -                         | -     |
| 2008 - 2010 | Locus Solus                       | Bailarina   | Sozita Goudouna | -                         | -     |
| 2009        | Fashion Week                      | Bailarina   | Kostas Rigos    | -                         | -     |
| 2007 - 2008 | Anorexia Socialis                 | Bailarina   | Patricia Apergi | Schedia Theatre           | -     |
| 2007        | Phaedra and Alcestis Love Stories | Mucama      | Elena Penga     | Ancient Theatre           | -     |
| 2007        | Description of a Battle           | Actriz      | Manolis Tsipos  | Booze Cooperativa Theatre | -     |